# Eduard von Grützner

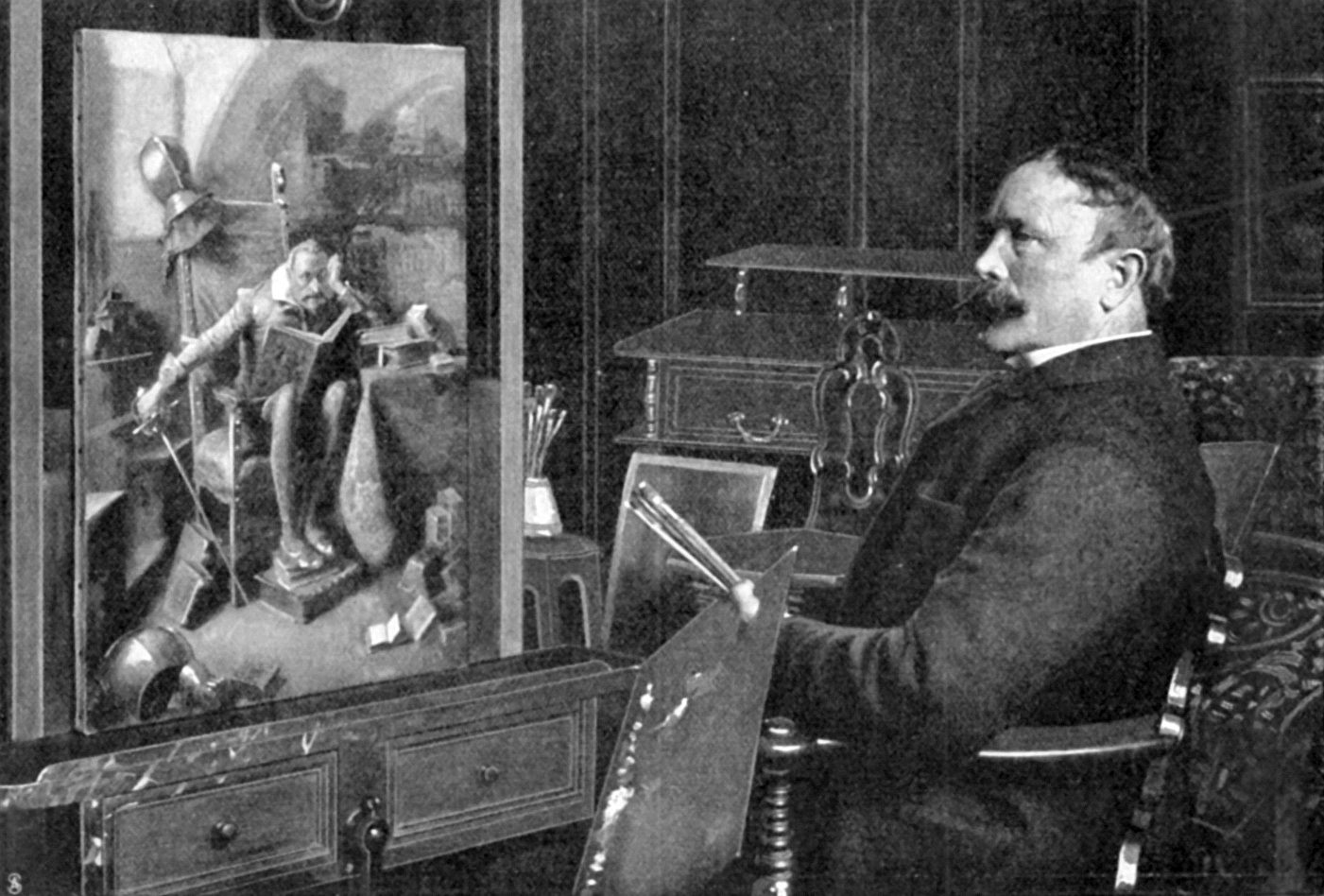
Eduard Grützner vor seinem Gemälde Don Quixote

Eduard Theodor Grützner, seit 1916 Ritter von Grützner (* 26. Mai 1846 in Groß-Karlowitz bei Neisse, Schlesien; † 2. April 1925 in München) war ein deutscher Genremaler.

## Leben

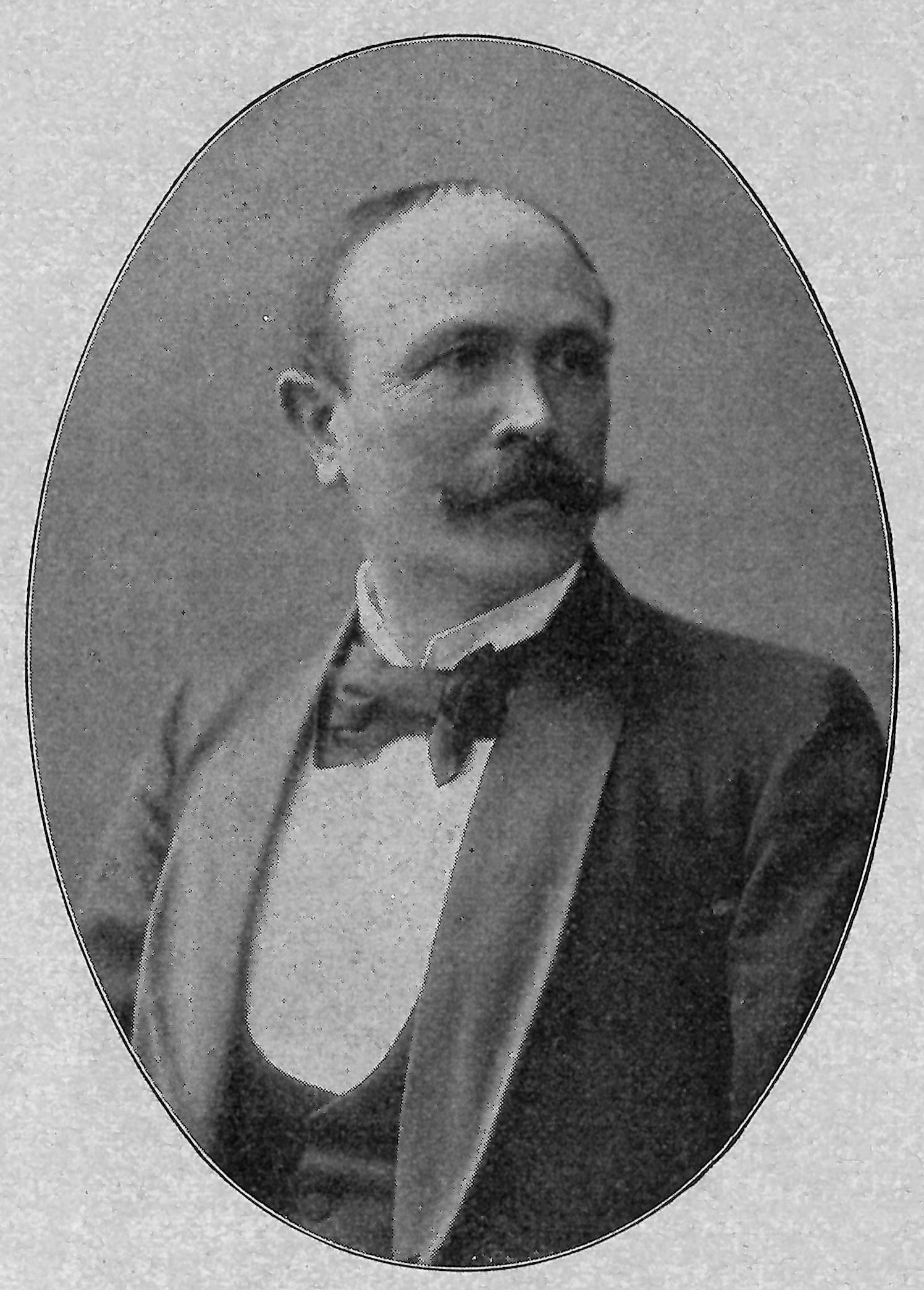
Eduard Grützner, um 1903

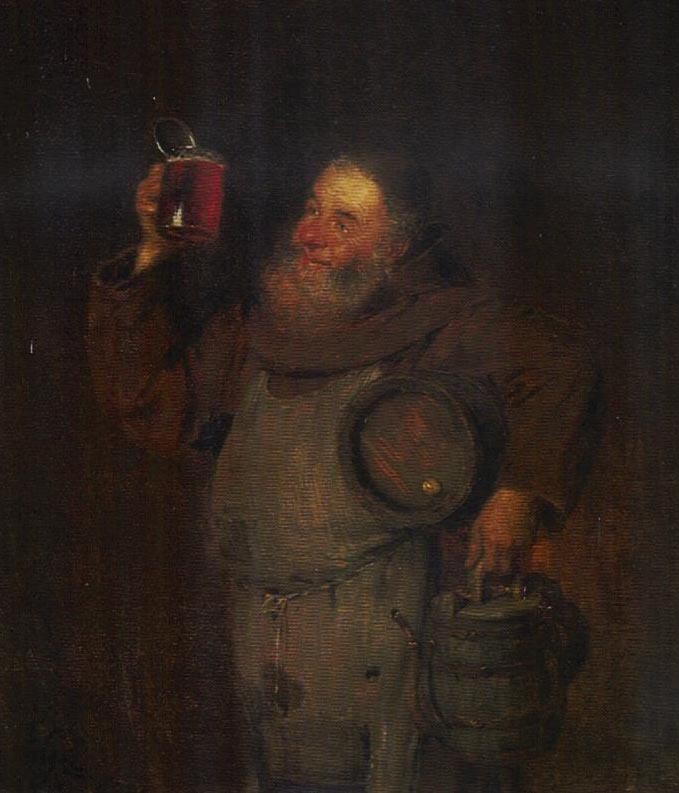
„Kellermeister“

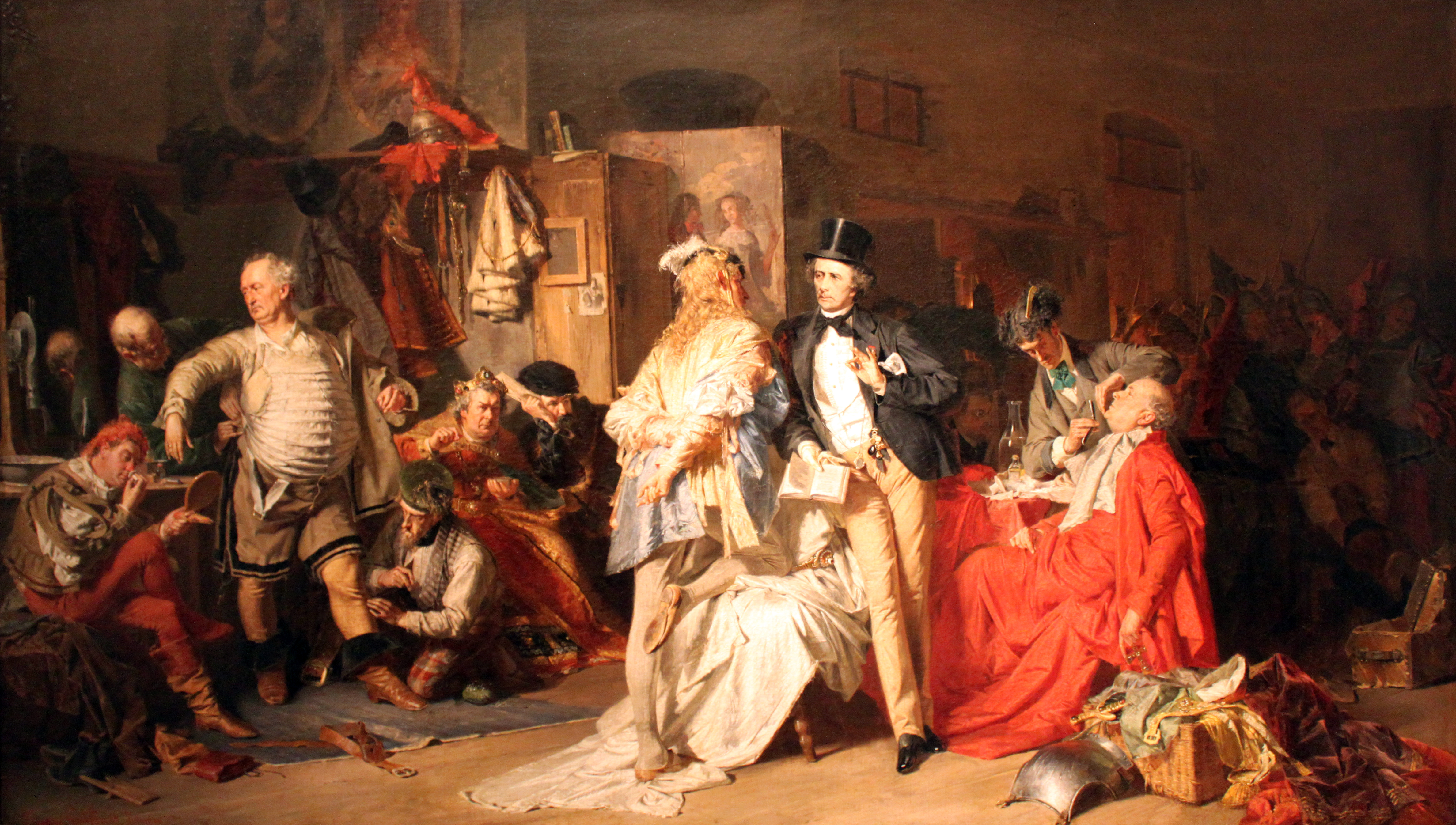
„Hinter den Kulissen“, 1870, Germanisches Nationalmuseum Nürnberg

### Schuljahre
Eduard Grützner wurde 1846 als siebentes und jüngstes Kind einer nicht gerade begüterten Bauernfamilie in Großkarlowitz bei Neisse geboren. Der Ortspfarrer Fischer besuchte häufig das Elternhaus, da der Vater von Eduard Kirchenvorsteher war. Er erkannte früh Eduards Talent und Neigung zur Malerei. Schon als Hüterbub zeichnete er auf allem, was ihm in die Hände fiel. Der Verwalter eines gräflichen Landsitzes aus der Nachbarschaft besorgte ihm Papier und freute sich, wenn der Junge neben den unzähligen Tier- und Menschendarstellungen einen Dorfbewohner mit seinen Eigenschaften treffend zeichnete.
Der Pfarrer Fischer ermöglichte ihm den Besuch des Gymnasiums von Neisse und brachte ihn 1864 mit Hilfe des Architekten Hirschberg zur künstlerischen Ausbildung nach München an die Privatschule von Herman Dyck.

### Akademiezeit
Die Ausbildung an der Kunstgewerbeschule bei Hermann Dyck war allerdings nur von kurzer Dauer. Schon im gleichen Semester wechselte er in die Antikenklasse der Akademie bei Johann Georg Hiltensperger und Alexander Strähuber, wo die Studenten die Schönheitsideale des Altertums kennenlernen sollten.
1865 trat Grützner in die Malklasse von Hermann Anschütz an der Akademie ein. Nebenbei holte er sich Rat und Anregung bei Carl Theodor von Piloty, bis er 1867 in dessen Klasse aufgenommen wurde.
Pilotys Klasse war überfüllt mit angehenden Künstlern aus aller Welt. »Am stärksten waren die Ungarn vertreten, Deutsche aus verschiedenen Windrichtungen, Russen, Polen und Griechen«. Drei Jahre später verließ Grützner die Akademie. 1870 bezog er ein eigenes Atelier im Gartenhaus in der Schwanthalerstraße 18 in München. Rasch folgte ein Bild dem anderen.

## Grützner als Sammler

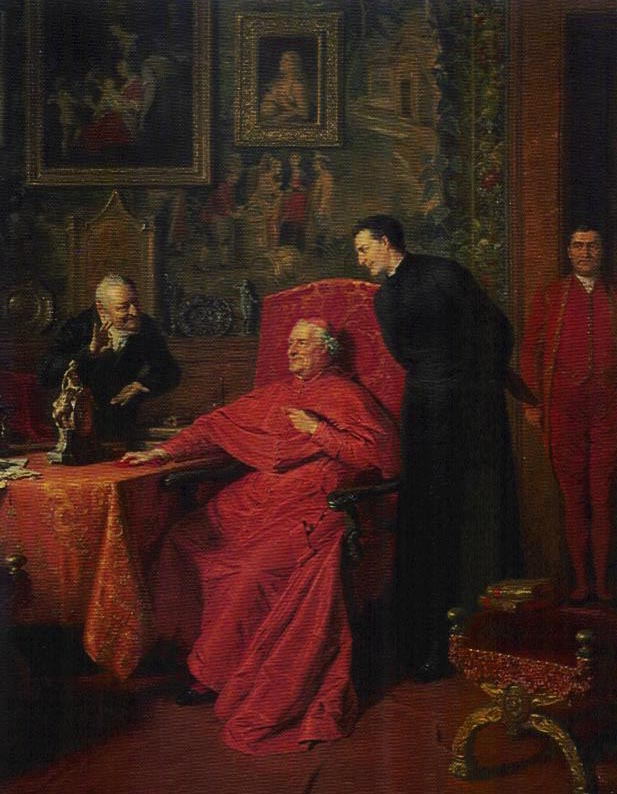
„Kunsthändler“

Bereits in seiner Jugend sammelte er Eier, Schmetterlinge und Mineralien. Später malte er ein Porträt des Mineralogen Paul von Groth und Werke wie „Der Geologe“ oder „Mineraloge mit Brille“ (um 1923). Mit 14 Jahren fertigte er eine handgeschriebene und handgezeichnete Kopie des Standardwerks Lehrbuch der Krystallkunde (1852) des Mineralogen Carl Rammelsberg an, wahrscheinlich im Auftrag des Dorfpfarrers.
Grützner war ein leidenschaftlicher und großer Sammler, er bevorzugte anfangs Stücke aus der deutschen Spätgotik und frühen Renaissance. Im letzten Jahrzehnt seines Lebens wandte er sich jedoch vom späten Mittelalter ab und sammelte Kunstwerke aus dem Fernen Osten. Auf seinen größeren Kompositionen fügte er jedoch fast immer alte Gegenstände ein, meistens aus seiner Antiquitätensammlung.

## Familie
1874 heiratete Grützner Barbara Link, die ihm zwei Jahre später eine Tochter namens Barbara schenkte, die Grützner „Bärbele“ (1876–1936) nannte. 1883 ließ Grützner seine Villa nach Plänen des Architekten Leonhard Romeis in der Nähe des riesigen Gebäudekomplexes des Maximilianeums am Praterbergl erbauen, heute Grütznerstraße 1. 1884 – nach zehn Jahren glücklicher Ehe – starb seine Frau Barbara.
Die von dem Maler und Schriftsteller Friedrich Pecht herausgegebene Zeitschrift Die Kunst für Alle meldete 1886: „den Malern Eduard Grützner und Ludwig Willroider verlieh der Prinzregent Luitpold von Bayern den Professorentitel“.
1888 verlobte sich Grützner mit Anna Wirthmann, der Tochter des Münchener Stadtkommandanten, die kurze Zeit später den Sohn Karl Eduard (1889–1966) zur Welt brachte. Nachdem er 1880 das Ritterkreuz I. Klasse des Verdienstordens des Hl. Michael erhalten hatte, wurde er 1916 durch die Verleihung des Ritterkreuzes des Verdienstordens der Bayerischen Krone in den persönlichen Adelsstand erhoben. Er konnte auf Wohlstand und viele glückliche Jahre mit seiner Familie zurückblicken.

### Letzte Jahre

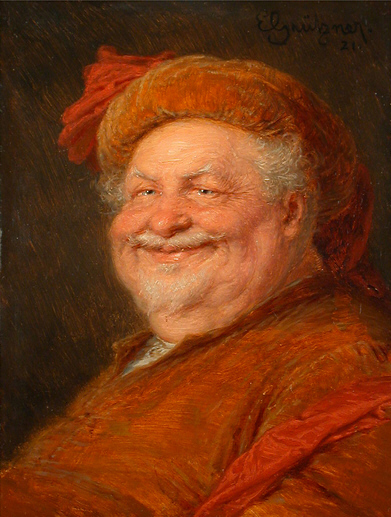
„Falstaff“ (1921)

Allerdings verliefen die letzten Jahre seines Lebens nicht mehr ganz so harmonisch. Seine um siebzehn Jahre jüngere Frau verließ ihn wegen eines Wiener Sängers. 1899 ließ er sich scheiden, der Name seiner Frau durfte nie mehr in seinem Haus genannt werden. In hohem Alter suchte er Trost in der chinesischen Philosophie und begann Japanisch zu lernen. Manchmal fügte er auf seinen Bildern eine Buddhafigur oder eine chinesische Vase in die Komposition ein. Häufig malte er auch asketische Kardinäle mit nicht immer sympathischen Gesichtszügen. Am 2. April 1925 starb Grützner in München. Sein Grab befindet sich im alten Teil des Münchner Waldfriedhofs.
Eduard von Grützner war, neben Carl Spitzweg, mit dem er befreundet war, und Franz von Defregger, der bedeutendste Münchener Genremaler in der zweiten Hälfte des 19. Jahrhunderts. Er stellte das klösterliche Leben in den Mittelpunkt seiner Bildwelt, weshalb er als „Mönchmaler“ in die Geschichte einging. Er liebte das Malen von Stillleben, obwohl er nur wenige eigenständige Gemälde dieser Art schuf.